# Campeonato Sergipano 2019
In 2019 werd het 96ste Campeonato Sergipano gespeeld voor voetbalclubs uit de Braziliaanse staat Sergipe. De competitie werd georganiseerd door de FSF en werd gespeeld van 12 januari tot 20 april. Frei Paulistano werd kampioen. 

## Eerste fase
| Plaats | Club            | Wed. | W | G | V | Saldo | Ptn. |
| ------ | --------------- | ---- | - | - | - | ----- | ---- |
| 1.     | Lagarto         | 8    | 5 | 3 | 0 | 16:6  | 18   |
| 2.     | Confiança       | 8    | 5 | 1 | 2 | 15:6  | 16   |
| 3.     | Dorense         | 8    | 4 | 3 | 1 | 8:4   | 15   |
| 4.     | Sergipe         | 8    | 3 | 2 | 3 | 9:7   | 11   |
| 5.     | Frei Paulistano | 8    | 3 | 1 | 4 | 7:11  | 10   |
| 6.     | Itabaiana       | 8    | 2 | 4 | 2 | 7:6   | 10   |
| 7.     | Boca Júnior     | 8    | 2 | 1 | 5 | 5:14  | 7    |
| 8.     | Guarany         | 8    | 1 | 3 | 4 | 8:16  | 6    |
| 9.     | Olímpico        | 8    | 1 | 2 | 5 | 6:11  | 5    |

|  | Geplaatst voor tweede fase en Copa do Brasil 2020 |
|  | Geplaatst voor tweede fase                        |
|  | Degradatie                                        |

## Tweede fase
| Plaats | Club            | Wed. | W | G | V | Saldo | Ptn. |
| ------ | --------------- | ---- | - | - | - | ----- | ---- |
| 1.     | Frei Paulistano | 5    | 2 | 3 | 0 | 6:4   | 9    |
| 2.     | Itabaiana       | 5    | 2 | 2 | 1 | 7:5   | 8    |
| 3.     | Confiança       | 5    | 2 | 2 | 1 | 8:8   | 8    |
| 4.     | Dorense         | 5    | 2 | 1 | 2 | 9:9   | 7    |
| 5.     | Lagarto         | 5    | 1 | 2 | 2 | 4:5   | 5    |
| 6.     | Sergipe         | 5    | 0 | 2 | 3 | 2:5   | 2    |

|  | Geplaatst voor finale |

## Finale
In geval van gelijkspel wint de club met de meeste punten uit de eerste twee fases. 
Heen
|                |            |       |                      |                                                  |
| 13 april 16:00 | Itabaiana  | 1 – 2 | Frei Paulistano      | Etelvino Mendonça, Itabaiana Toeschouwers: 2.277 |
| 13 april 16:00 | Gaúcho 33' |       | 43' Acássio 69' Luan | Etelvino Mendonça, Itabaiana Toeschouwers: 2.277 |

Terug
|                |                          |       |                      |                                             |
| 20 april 16:00 | Frei Paulistano          | 3 – 1 | Itabaiana            | Arena Batistão, Aracaju Toeschouwers: 2.251 |
| 20 april 16:00 | Tiquinho 18' Acássio 31' |       | 45' Paulinho Macaíba | Arena Batistão, Aracaju Toeschouwers: 2.251 |

## Totaalstand
| Plaats | Club            | Wed. | W | G | V | Saldo | Ptn. |
| ------ | --------------- | ---- | - | - | - | ----- | ---- |
| 1.     | Frei Paulistano | 15   | 7 | 4 | 4 | 18:17 | 25   |
| 2.     | Itabaiana       | 15   | 4 | 6 | 5 | 16:16 | 18   |
| 3.     | Confiança       | 13   | 7 | 3 | 3 | 23:14 | 24   |
| 4.     | Lagarto         | 13   | 6 | 5 | 2 | 20:11 | 23   |
| 5.     | Dorense         | 13   | 6 | 4 | 3 | 17:13 | 22   |
| 6.     | Sergipe         | 13   | 3 | 4 | 6 | 11:12 | 13   |
| 7.     | Boca Júnior     | 8    | 2 | 1 | 5 | 5:14  | 7    |
| 8.     | Guarany         | 8    | 1 | 3 | 4 | 8:16  | 6    |
| 9.     | Olímpico        | 8    | 1 | 2 | 5 | 6:11  | 5    |

|  | Kampioen, geplaatst voor Copa do Brasil 2020, Série D 2020 en Copa do Nordeste 2020 |
|  | Vicekampioen, geplaatst voor Série D 2020                                           |
|  | Geplaatst voor Copa do Brasil 2020                                                  |
|  | Degradatie                                                                          |

### Kampioen
| Campeonato Sergipano de 2019 - Série A1 |
| Sergipe                                 |
| --------------------------------------- |
| FREI PAULISTANO Kampioen (1° titel)     |